# Entscheidungsrelevante Kosten
Entscheidungsrelevante Kosten sind eine  betriebswirtschaftliche Kostenkategorie. Man versteht darunter diejenigen Kosten, die durch die Realisierung einer Handlungsalternative ausgelöst werden. 
Entscheidungsrelevante Kosten lassen sich nicht absolut definieren, sondern sind durch den jeweiligen Entscheidungskontext bestimmt. Beispielsweise ist bei der Entscheidung, eine bestimmte Strecke alternativ mit dem Auto oder der Bahn zurückzulegen, nicht der volle Kostensatz für das Auto zu berücksichtigen, sondern lediglich Kosten für den verbrauchten Kraftstoff sowie ggf. ein anteiliger Verschleiß. Kosten für die Abschreibung, die Versicherung oder Kfz-Steuern fallen unabhängig von der Entscheidung an und sind damit nicht entscheidungsrelevant. Weiterhin sind auch Kosten, die vor dem Planungszeitpunkt angefallen sind, nicht entscheidungsrelevant, da sie ja bereits entstanden sind. So kann beispielsweise ein getätigter Messebesuch nicht in die entscheidungsrelevanten Kosten bezüglich des Kaufs einer dort besichtigten Maschine einkalkuliert werden.
Entscheidungsrelevante Kosten können nicht nur Kosten im normalen Sinne sein, sondern auch sogenannte Opportunitätskosten umfassen, die den entgangenen Nutzen der nicht realisierten Handlungsalternative bewerten (z. B. ein nicht gemachter Umsatz). Den Gegensatz zu entscheidungsrelevanten Kosten stellen die entscheidungsirrelevanten Kosten dar.